# Landtagswahl in Tirol 1957
- SPÖ: 11
- ÖVP: 23
- FPÖ: 2

Die Landtagswahl in Tirol 1957 fand am 27. Oktober 1957 statt. Dabei konnte die Österreichische Volkspartei (ÖVP) leichte Gewinne erzielen und die absolute Stimmen- und Mandatsmehrheit halten. Die Sozialistische Partei Österreichs (SPÖ) ging wie bereits 1953 als Gewinner aus der Landtagswahl hervor und gewann zwei Mandate hinzu. Die Freiheitliche Partei Österreichs (FPÖ), die aus der Wahlpartei der Unabhängigen (WdU) hervorgegangen war, erreichte zwei Mandate und verlor damit bei starken Stimmenverlusten zwei Mandate gegenüber ihrer Vorläuferorganisation. Die Kommunistische Partei Österreichs (KPÖ) verlor ebenso Stimmen und verfehlte den Einzug in den Landtag ebenso klar wie die „Freie Tiroler Heimatliste“ (FTH), die lediglich im Wahlkreis Nord kandidiert hatte.
1957 waren 269.451 Menschen bei der Landtagswahl stimmberechtigt, wobei dies eine Steigerung der Wahlberechtigten um 12.954 Personen bedeutete. Auch die Wahlbeteiligung war gegenüber 1953 leicht von 93,40 % auf 93,93 % gefallen.

## Gesamtergebnis
|                                         | Ergebnisse 1961 | Ergebnisse 1961 | Ergebnisse 1961 | Ergebnisse 1957  | Ergebnisse 1957  | Ergebnisse 1957  | Differenzen | Differenzen | Differenzen |  |
| --------------------------------------- | --------------- | --------------- | --------------- | ---------------- | ---------------- | ---------------- | ----------- | ----------- | ----------- |  |
| Wahlberechtigte                         | 269.451         | 269.451         | 269.451         | 256.497          | 256.497          | 256.497          | + 12.954    | + 12.954    | + 12.954    |  |
| Wahlbeteiligung                         | 93,40 %         | 93,40 %         | 93,40 %         | 93,93 %          | 93,93 %          | 93,93 %          | - 0,53 %    | - 0,53 %    | - 0,53 %    |  |
|                                         | Stimmen         | %               | Mand.           | Stimmen          | %                | Mand.            | Stimmen     | %           | Mand.       |  |
| Abgegebene Stimmen                      | 251.665         |                 |                 | 240.928          |                  |                  | + 10.737    |             |             |  |
| Ungültig                                | 6.884           | 2,74 %          |                 | 8.452            | 3,51 %           |                  | + 1.568     | - 0,77 %    |             |  |
| Gültig                                  | 244.781         | 97,26 %         |                 | 232.476          | 96,49 %          |                  | + 12.305    | - 1,20 %    |             |  |
| Partei                                  |                 |                 |                 |                  |                  |                  |             |             |             |  |
| Österreichische Volkspartei (ÖVP)       | 145.025         | 59,25 %         | 23              | 134.169          | 57,71 %          | 23               | + 10.856    | + 1,54 %    | ± 0         |  |
| Sozialistische Partei Österreichs (SPÖ) | 75.812          | 30,97 %         | 11              | 63.628           | 27,37 %          | 9                | + 12.184    | + 3,60 %    | + 2         |  |
| Freiheitliche Partei Österreichs (FPÖ)  | 20.739          | 8,47 %          | 2               | 30.972           | 13,32 %          | 4                | - 10.233    | - 4,85 %    | - 2         |  |
| Kommunistische Partei Österreichs (KPÖ) | 1.909           | 0,78 %          | 0               | 3.707            | 1,59 %           | 0                | - 1.798     | - 0,81 %    | ± 0         |  |
| Freie Tiroler Heimatliste (FTH)         | 1.296           | 0,53 %          | 0               | nicht kandidiert | nicht kandidiert | nicht kandidiert | + 1.296     | + 0,53 %    | ± 0         |  |
| Gesamt                                  | 244.781         | 100,00 %        | 36              | 232.476          | 100,00 %         | 36               | + 12.305    |             |             |  |